# 圣克莱芒
圣克莱芒（法語：Saint-Clément，法語發音：[sɛ̃ klemɑ̃]）是法国勃艮第-弗朗什-孔泰大区约讷省的一个市镇，位于该省北部，属于桑斯区。

## 地理
圣克莱芒（48°13'4"N, 3°17'34"E）面积8.47 平方千米，位于法国勃艮第-弗朗什-孔泰大區约讷省，桑斯市区北部，约讷河右岸。
与圣克莱芒接壤的市镇（或旧市镇、城区）包括：苏西、圣但尼莱桑斯、萨利尼、桑斯。
圣克莱芒的时区为UTC+01:00、UTC+02:00（夏令时）。

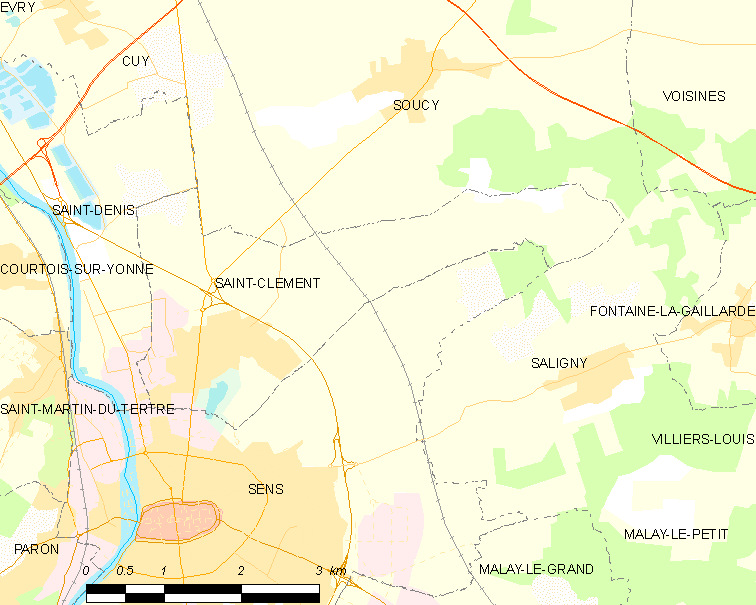
圣克莱芒的OSM定位图

## 行政
圣克莱芒的邮政编码为89100，INSEE市镇编码为89338。

## 政治
圣克莱芒所属的省级选区为桑斯第一县。

## 交通
约讷省省道D23线、D173线、D606线和D939线在境内交汇。

## 人口

1962-2008年间圣克莱芒人口变化图示

圣克莱芒于2022年1月1日时的人口数量为2813人。